# Hato Corozal
Hato Corozal é um município da Colômbia, localizado no departamento de Casanare.